# Wole Odegbami
Joseph Oluwole Odegbami (né le 5 octobre 1962 à Ibadan au Nigeria) est un joueur de football international nigérian, qui évoluait au poste d'attaquant.
Son frère aîné, Segun, était également footballeur.

## Biographie

### Carrière en sélection
Avec l'équipe du Nigeria, il joue entre 1988 et 1994. 
Il figure dans le groupe des sélectionnés lors des Jeux olympiques de 1988. Lors du tournoi olympique organisé en Corée du Sud, il joue deux matchs.
Il participe également à la Coupe d'Afrique des nations de 1988, où son équipe atteint la finale, en étant battue par le Cameroun.
Il joue enfin 4 matchs comptant pour les tours préliminaires de la coupe du monde 1990.

## Palmarès
Nigeria
- Coupe d'Afrique des nations :
  - Finaliste : 1988.